# AJS
För andra betydelser, se AJS (olika betydelser).

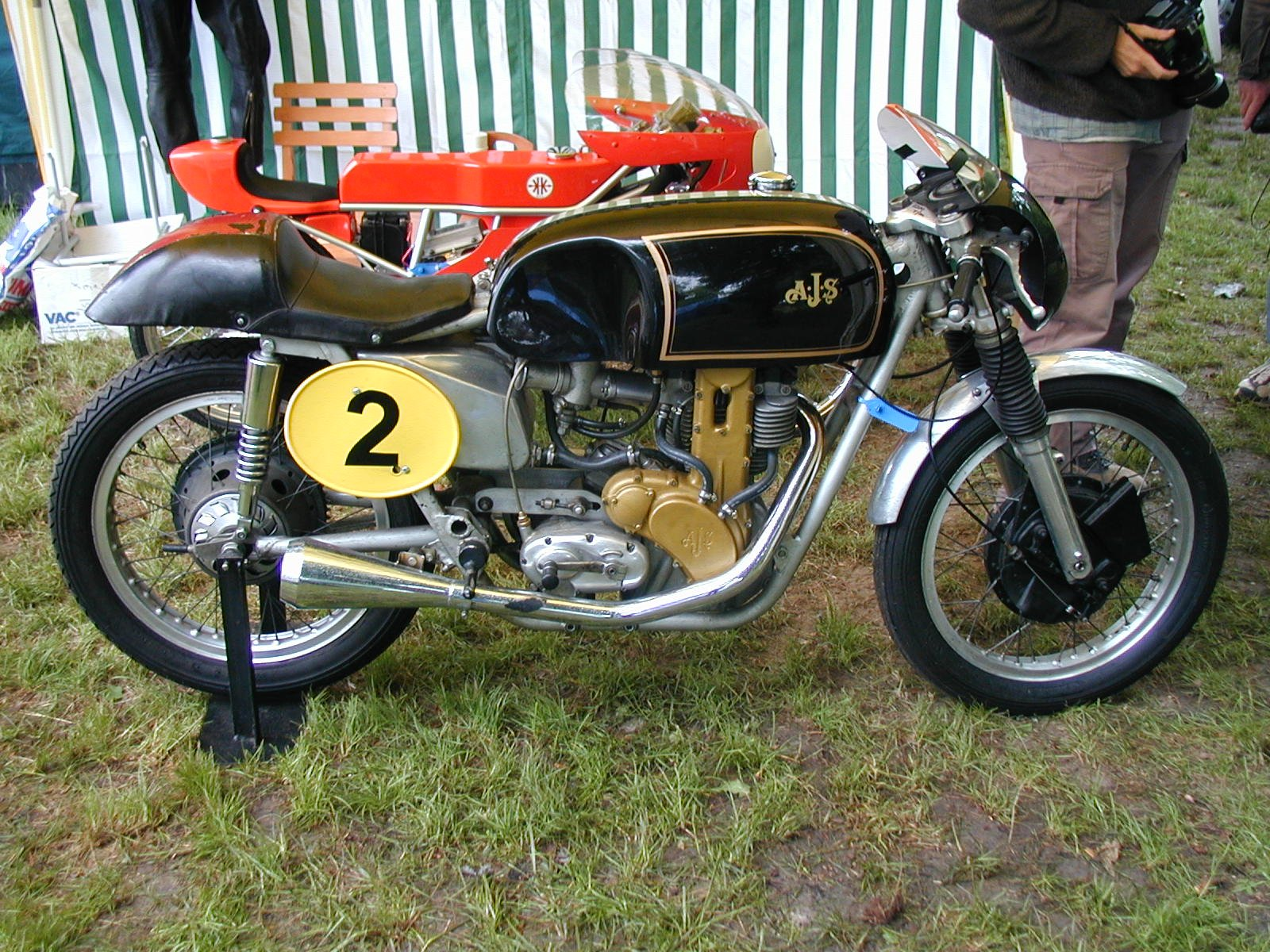
AJS 7R 350 cc tävlingsmotorcykel

AJS är ett varumärke som användes på bilar, bussar, radioapparater och motorcyklar tillverkade av företaget A. J. Stevens Ltd. i Wolverhampton i England.
I början av 1930-talet slogs AJS motorcykeltillverkning samman med Matchless.